# Волипельгинское (сельское поселение)
Волипельгинское — упразднённое муниципальное образование со статусом сельского поселения в Вавожском районе Удмуртии Российской Федерации.
Административный центр — село Волипельга.
Законом Удмуртской Республики от 26 апреля 2021 года № 30-РЗ к 9 мая 2021 года упразднено в связи с преобразованием муниципального района в муниципальный округ.

## История
Статус и границы сельского поселения установлены Законом Удмуртской Республики от 14 июля 2005 года № 46-РЗ «Об установлении границ муниципальных образований и наделении соответствующим статусом муниципальных образований на территории Вавожского района Удмуртской Республики».

## Население
| 2010  | 2012  | 2013  | 2014  | 2015  | 2016  |
| ----- | ----- | ----- | ----- | ----- | ----- |
| 1428  | ↘1400 | ↘1339 | ↘1319 | ↘1296 | ↘1287 |
| 2017  | 2018  | 2019  | 2020  | 2021  |       |
| ↘1274 | ↘1249 | ↘1214 | ↘1208 | ↘996  |       |

## Состав сельского поселения
| №  | Населённый пункт | Тип населённого пункта       | Население |
| -- | ---------------- | ---------------------------- | --------- |
| 1  | Волипельга       | село, административный центр | ↘831      |
| 2  | Зядлуд           | деревня                      | ↘147      |
| 3  | Карсо            | деревня                      | →28       |
| 4  | Касихино         | деревня                      | ↘7        |
| 5  | Колногорово      | деревня                      | →0        |
| 6  | Котья            | деревня                      | ↗81       |
| 7  | Новые Какси      | деревня                      | ↗48       |
| 8  | Нюрпод           | деревня                      | ↗1        |
| 9  | Ожги             | деревня                      | ↘189      |
| 10 | Слудка           | деревня                      | ↘34       |
| 11 | Тушмо            | деревня                      | →33       |
| 12 | Холодный Ключ    | деревня                      | ↗1        |